# A・r・i・e・s (アルバム)
『A・r・i・e・s』（アリエス）は、1987年7月6日に発売された柏原芳恵のオリジナル・アルバム。

## 概要
同年に放送されたフジテレビ水曜8時枠の連続ドラマ『アリエスの乙女たち』の主題歌「A・r・i・e・s」と、そのB面曲「私のすべて」を含む全10曲を収録。全曲の作詞を阿久悠が手掛けており、編曲はA面を萩田光雄、B面を船山基紀が担当している。
2018年9月26日には、ユニバーサルミュージックより紙ジャケット仕様でSHM-CDが発売された。

## 収録曲
全作詞：阿久悠

### LP

#### Side A
1. 美少女党
作曲：林哲司　編曲：萩田光雄
2. くちびるかんで純愛
作曲：林哲司　編曲：萩田光雄
3. 夏の夜は一度ほほえむ
作曲：Frankie.T　編曲：萩田光雄
4. Stranger
作曲：林哲司　編曲：萩田光雄
5. シャワーの下で
作曲・編曲：萩田光雄

#### Side B
1. 不良の掟
作曲：Frankie.T　編曲：船山基紀
2. A・r・i・e・s
作曲：林哲司　編曲：船山基紀
  - 本アルバムと同タイトルの28枚目のシングルA面曲。
3. ガラスの鍵
作曲・編曲：船山基紀
4. 私のすべて
作曲：林哲司　編曲：船山基紀
  - シングル「A・r・i・e・s」のB面曲。
5. 最後のセーラー服
作曲：林哲司　編曲：船山基紀

### CD・SHM-CD
1. 美少女党
2. くちびるかんで純愛
3. 夏の夜は一度ほほえむ
4. Stranger
5. シャワーの下で
6. 不良の掟
7. A・r・i・e・s
8. ガラスの鍵
9. 私のすべて
10. 最後のセーラー服